# Fabolous
John Jackson, född 18 november 1977, bättre känd vid sitt artistnamn Fabolous, är en amerikansk rappare uppväxt i Brooklyn i New York. Han är av afroamerikansk och dominikansk härkomst. Fabolous debuterade 2001 med albumet Ghetto Fabolous. Albumet innehöll bland annat singeln "Can't Deny It" med Nate Dogg. "Can't Deny It" tog sin in på Billboard Hot 100 och Ghetto Fabolous sålde platina.
Fabolous släppte sitt andra album, Street Dreams, den 4 mars 2003. Året därpå, den 5 november 2004, släppte han sitt tredje album, Real Talk. Real Talk sålde i 179 000 exemplar under den första veckan. Samma år nominerades Fabolous för en Grammy Award för sitt samarbete med Christina Milian på remixen "Dip It Low". Tidigt år 2006 flyttade Fabolous till skivbolaget Def Jam.
Hans fjärde studioalbum, From Nothin' to Somethin, släpptes i juni 2007. Fabolous lyckades knipa förstaplatsen på Billboard's Top R&B/Hip-Hop Albums och Top Rap Albums för första gången i sin karriär. Albumet sålde i 159 000 exemplar under den första veckan. Den första singeln och videon, "Diamonds", har Young Jeezy som gästartist. Young Jeezy framträdde också i låten "Do the Damn Thing" på Real Talk. Lil Wayne var med och gjorde en remix på låten. Fabolous samarbetade även med Swizz Beatz, Ne-Yo, Timbaland, Jermaine Dupri och T-Pain. Den tredje singeln från From Nothin' to Somethin, "Make Me Better", höll sig på första plats på Hot Rap Track Billboard Chart i hela 14 veckor.
Fabolous har varit i mycket blåsväder. NYPD kopplade Fabolous till en grupp rånare som målinriktade sig på boxaren Zab Judah två gånger. Fabolous kom att förneka rapporterna om att han skulle vara inblandad.

## Diskografi
- Ghetto Fabolous (2001)
- Street Dreams (2003)
- Real Talk (2004)
- From Nothin' to Somethin (2007)
- Loso's Way (2009)